# Skatebård
Bård Aasen Lødemel, mieux connu sous le nom de scène Skatebård, est un musicien norvégien.

## Biographie
Skatebård naît en 1976 à Harstad, grandit à Hovdebygda, mais déménage ensuite à Bergen. Skatebård est bien connu pour faire partie du groupe de hip-hop Side Brok, formé avec Sjef R et Thorstein Hyl III, mais il est également un artiste de musique électronique notable qui s'inscrit généralement dans le genre Italo disco. Skatebård est le fondateur du label Digitalo Enterprises. En 2015, il sort son nouvel album, CDIII. En 2017, il décide de rééditer son premier album, Skateboarding Was a Crime (in 1989), sorti en 2002.
Le musicien se met en pause en 2020 à cause de la pandémie de Covid-19, et revient quelques années plus tard derrière les platines. Il est invité par OXIgarten à jouer pour mai 2025 avec Johannes Albert et Biesmans.

## Discographie partielle
- 2002 : Skateboarding Was a Crime (in 1989) (Tellè Records/Tellektro)
- 2003 : Future (Keys of Life Finland)
- 2005 : Conga (Sex Tags Mania)
- 2006 : June Nights South of Siena (Sex Tags Mania)
- 2006 : Midnight Magic (Digitalo Enterprises)
- 2006 : Flashes in the Night (Digitalo Enterprises)
- 2007 : Love Attack EP (Digitalo Enterprises)
- 2007 : Marimba/Pagans (Supersoul Recordings)
- 2007 : Vuelo EP (Radius Belgium)
- 2008 : Cosmos (Digitalo Enterprises)
- 2010 : The Starwatcher EP (Luna Flicks)
- 2011 : Vill Stil (Digitalo Enterprises)
- 2015 : CDIII (Balsa Wood)